# Dario Vero
Dario Vero (Roma, 11 luglio 1983) è un compositore, chitarrista e direttore d'orchestra italiano.
Scrive colonne sonore per serie TV, film, documentari, pubblicità e musica per video giochi.

## Biografia
Nasce a Roma nel 1983. Il padre medico, Francesco, è fratello del musicista Paolo Vero. Studia musica classica sia in Italia che negli Stati Uniti. Si diploma al Conservatorio Santa Cecilia e ottiene una borsa di studio presso il Berklee College of Music. Studia orchestrazione presso il Pontificio Ateneo Sant'Anselmo. Nel 2017 vince una borsa di studio all'Hollywood Music Workshop di Vienna che lo porta ad ottenere un Master tenuto da maestri di grande esperienza e rara professionalità quali l'orchestratore di Hollywood Conrad Pope,  e il compositore americano Joe Kraemer, perfezionando così le sue qualità nella orchestrazione e nella composizione di musica da film. Nel 2018 realizza la colonna sonora orchestrale di The Stolen Princes che viene eseguita all'orchestra ucraina Kyiv Virtuosi diretta dallo stesso Vero. Distribuito in tutto il mondo, il film di animazione ucraino è stato distribuito in Italia dall'aprile 2021 con etichetta Eagle Pictures e titolo La principessa incantata.

Preparata da Vero a Roma in tempo di COVID-19 coordinando, orchestrando e dirigendo via internet 88 musicisti internazionali tra cui spicca, ospite speciale, la talentuosa violoncellista cino-americana Tina Guo, esce nel gennaio 2021 la colonna sonora di The Inglorious Serf film di Roman Perfilyev, un melting pot cinematografico di un genere nuovo già definito sushi-western in cui si fondono, nella musica come nella trama, elementi della tradizione orientale e di quella occidentale.

## Discografia e filmografia
- 2014 – Dario Vero, Lucid dream, CD, Terre sommerse TSJAZZ2414, Italia, collaborazione di Fabio Fraschini al basso, Andy Bartolucci alla batteria e Claudia Catani alla voce[6][7]

- 2015 – Sissi, la giovane imperatrice (serie animata),  (quadruplo), PlayRec Studio, Italia, serie tv,[8]
- 2017 – Cani di razza, Italia, cortometraggio[9]
- 2018 – La principessa incantata, DVD, Eagle pictures EAN: 8031179987658, Ucraina[10]
- 2018 – Ciao Napoleone, Italia, cortometraggio[11]
- 2020 – Sulle tracce di Goethe in Sicilia, DVD ZIVAGO FILM e RAI CINEMA, Italia, Regia di Peter Stein. Documentario - 89 minuti[12][13]
- 2021 – The Inglorious Serf, Star Media e Krist Film, Ucraina, film di Roman Perfilyev[14]
- 2023 – Mavka e la foresta incantata, film.ua, Ucraina[15]